# Ceresium pubescens
Ceresium pubescens là một loài bọ cánh cứng trong họ Cerambycidae.